# HD160765
HD160765 — хімічно пекулярна зоря спектрального класу A0, що має видиму зоряну величину в смузі V приблизно  6,3.
Вона  розташована на відстані близько 420,3 світлових років від Сонця.

## Фізичні характеристики
Зоря HD160765 обертається 
досить швидко 
навколо своєї осі. Проєкція її екваторіальної швидкості на промінь зору становить  Vsin(i)=123км/сек.